# John Buckley (piłkarz)
John Keaton Buckley (ur. 13 października 1999 w Manchesterze) – angielski piłkarz występujący na pozycji pomocnika w Blackburn Rovers w EFL Championship.

## Kariera

### Blackburn Rovers
Buckley podpisał pierwszy profesjonalny kontrakt z klubem 26 stycznia 2018, w wieku 18 lat.
16 marca 2019 zadebiutował w Championship, w przegranym 4:2 meczu przeciwko Sheffield Wednesday. Pierwszego gola dla klubu zdobył 2 listopada 2019 w wygranym 2:1 meczu przeciwko Sheffield Wednesday.

#### Wypożyczenie do Sheffield Wednesday
1 września 2023 Buckley dołączył do Sheffield Wednesday na zasadzie wypożyczenia do końca sezonu. Debiut w nowym klubie zaliczył 16 września 2023, wchodząc z ławki rezerwowych w przegranym 0:1 meczu z Ipswich Town. 2 stycznia 2024 wrócił przedwcześnie do Blackburn w związku z rehabilitacją po kontuzji barku.